# Croghan (villa)
Croghan es una villa ubicada en el condado de Lewis en el estado estadounidense de Nueva York. En el año 2000 tenía una población de 665 habitantes y una densidad poblacional de 589 personas por km².

## Geografía
Croghan se encuentra ubicada en las coordenadas 43°53′31″N 75°23′28″O / 43.89194, -75.39111.

## Demografía
Según la Oficina del Censo en 2000 los ingresos medios por hogar en la localidad eran de $26,304, y los ingresos medios por familia eran $37,969. Los hombres tenían unos ingresos medios de $27,969 frente a los $22,500 para las mujeres. La renta per cápita para la localidad era de $14,183. Alrededor del 10.8% de la población estaban por debajo del umbral de pobreza.